# Kapellen der Aegidienkirche in Lübeck

Grundriss der Aegidienkirche (1920) mit Lage der Kapellen

An die Seitenschiffe der Aegidienkirche in Lübeck wurden ab Ende des 14. Jahrhunderts Seitenkapellen angebaut. Sie sind nach den in ihnen gelegenen Begräbnissen benannt.

## Breitenau-Kapelle
Christoph Gensch von Breitenau erwarb die nördliche Seitenkapelle am Turm 1715 für 900 Mark Lübisch. Sie trägt seither seinen Namen.
Die Kapelle wurde zunächst zur Beisetzung verstorbener Familienangehöriger genutzt. So ruhen hier seine Nichte Catharina Elisabeth von Heespen, geb. Gensch, deren Mann Tilemann von Heespen Gensch von Breitenau als Haupterben einsetzte, und ihre jung verstorbenen Kinder Anna († 1715), Christoph Wilhelm († 1717) und Catharina († 1718). Gensch von Breitenau selbst wurde hier am 29. Januar 1732 beigesetzt. Nach ihm wurden noch beigesetzt: Alexander Tilemann von Heespen († 26. Dezember 1738), der Kammerherr Bernhard Hartwig von Plessen († 1767; ▭ in Lübeck erst 1776) mit seiner Frau Sophie Dorothea, geb. von Drieberg, (* 1730; † 7. April 1771; ▭ in Lübeck erst 1776) sowie zuletzt deren zweiter Ehemann, der Landrat Christian Friedrich von Heespen (* 24. April 1717; † 18. Mai 1776).
Durch den von Christian Friedrich von Heespen errichteten Familienfideikommiss gelangte die Kapelle in den Besitz der Familie von Hedemann-Heespen. Die Familie von Hedemann-Heespen übertrug die Kapelle mit der Instandhaltungsverpflichtung 1870 mittels einer Abstandszahlung an die Aegidiengemeinde zurück. Die fünf monumentalen Kupferstiche zum Leben Jesu von François Langot, die ursprünglich die Kapelle schmückten, kamen in die Halle des Gutshauses von Deutsch-Nienhof.

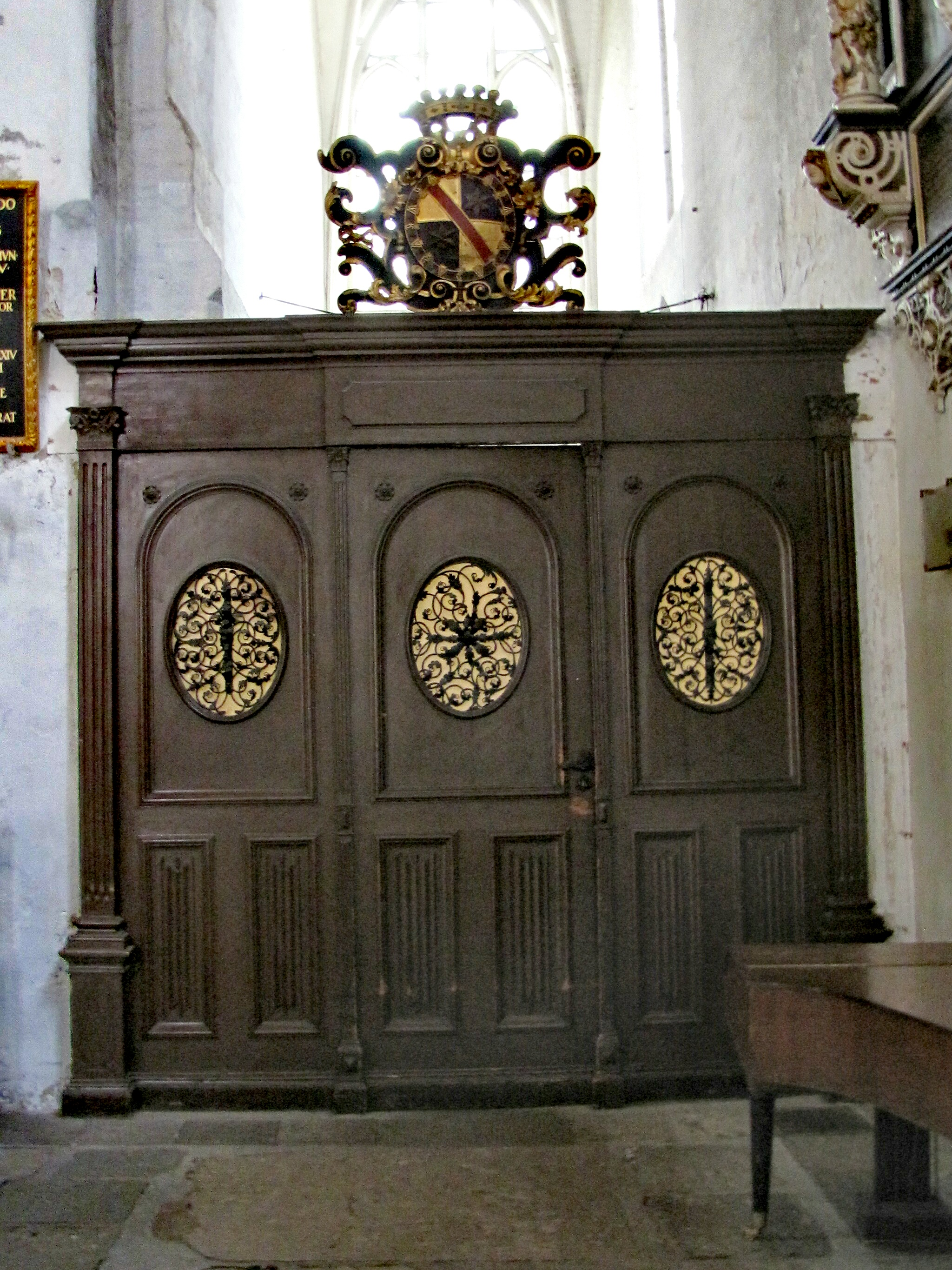
Breitenau-Kapelle, äußeres Portal
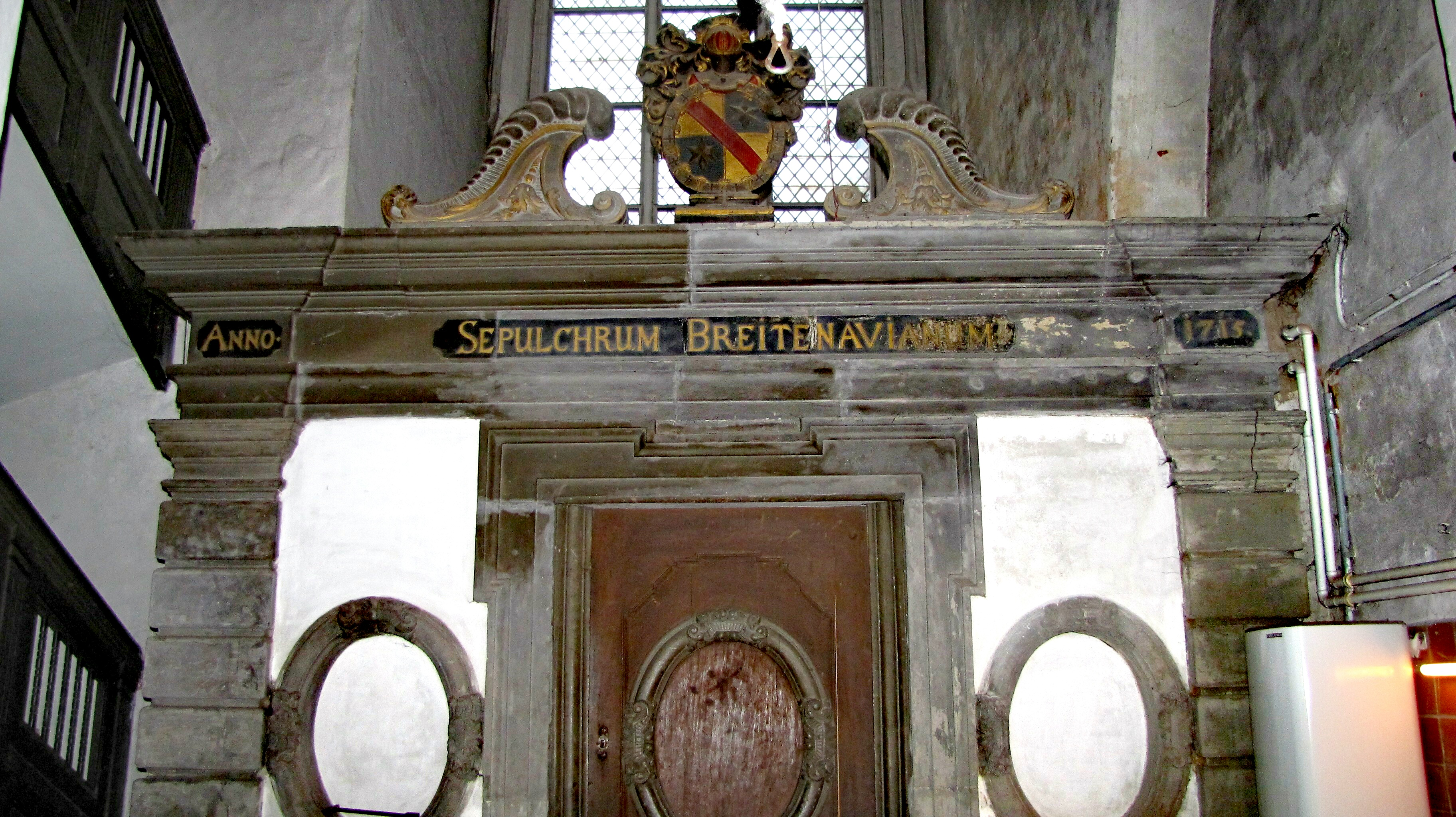
Breitenau-Kapelle, inneres Portal
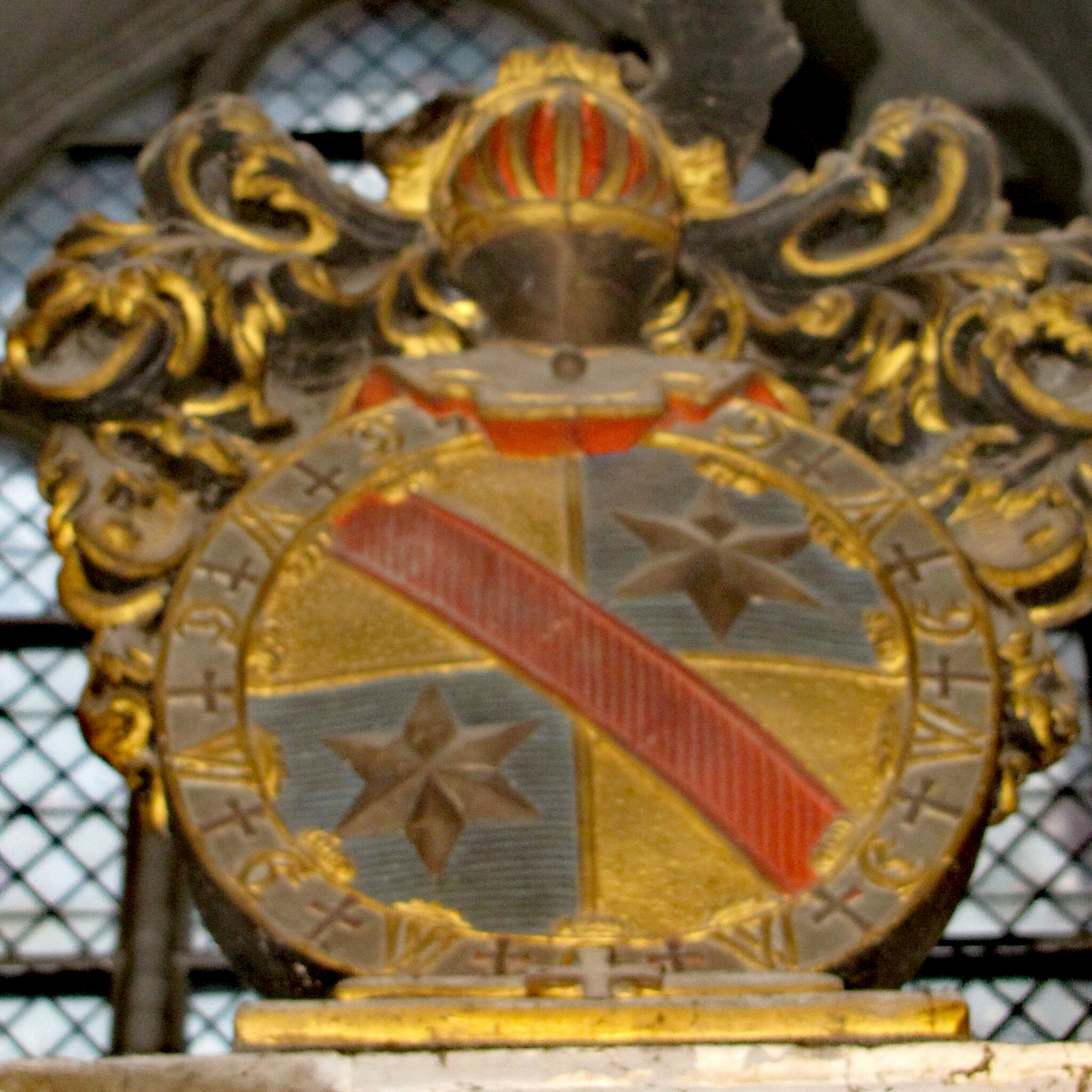
Breitenau-Kapelle, Wappen vom inneren Portal

## Vorrade- oder Kalven-Kapelle
Die große querschiffartige Kapelle wurde von Gesche Vorrade, geb. Pleskow, für ihren 1385 verstorbenen Mann, den Ratsherrn Tidemann Vorrade erbaut. Beide wohnten im nahegelegenen Brömserhof, der seit mehreren Generationen Stammsitz der Familie Vorrade in Lübeck war. Sie verkaufte die in Holstein gelegenen Güter Stockelsdorf und Mori 1410 an den Neuen Rat, der sich dafür verpflichtete, aus den Einkünften die von ihr gestiftete Kapelle zu unterhalten. Gesche Vorrade wurde hier 1416 auch beigesetzt; der Verkauf wurde später vom wieder eingesetzten Alten Rat für unrechtmäßig erklärt, 1441 gingen die Güter und das Patronat über die Grabkapelle an ihren Enkel, den Bürgermeister Wilhelm von Calven.
Zur Kapelle gehörte eine Vikarie. Die schon im Jahre 1411 getroffene und 1441 erneuerte Bestimmung, dass aus den Einkünften von Stockelsdorf jährlich 50 Mark zur Unterhaltung zweier Vikare in der Kapelle verwandt werden sollten, blieb bei allem Wechsel der Besitzverhältnisse beständig in Kraft. Es war eine Last, die auf dem Grundstück ruhte und ohne Weiteres auf jeden folgenden Eigentümer überging. Zugleich blieb dem Besitzer das Patronat mit dem Recht, die Stellen zu besetzen. Die Vikare hatten Messen zu lesen und am Chorgebet teilzunehmen. Mit der Reformation hörte ihre Tätigkeit auf, die Stellen aber bestanden großenteils fort und erhielten andere Bestimmung. Die mit der Kapelle verbundene Vikarie wurde ein Stipendium für Theologen, wie sich aus einer Urkunde von 1679 ergibt, in der das Domkapitel den Theologiestudenten Johannes Tielmann auf den Vorschlag der von Calven förmlich in den Besitz der Vikarie einführte. Ihm stand dann die Einnahme zeitlebens zu. Die Vikariengelder wurden an das Domkapitel bezahlt und noch im 19. Jahrhundert als Legatengelder an die Regierung des Fürstentums Lübeck in Eutin überwiesen. Es ist anzunehmen, dass nach dem Aussterben der Familie von Calven, das bald nach 1720 erfolgt sein kann, der Rat von dem ihm dadurch anheimgefallenen Präsentationsrecht keine Kenntnis hatte, folglich auch keinen Gebrauch machen konnte. Dann war das Domkapitel befugt, es sich selbst anzueignen.
Der Patron war verpflichtet, die Kapelle baulich zu unterhalten. Gotthard (VIII.) von Höveln, der damalige Eigentümer von Stockelsdorf, ließ daher 1695, nachdem ihm die Vorsteher der Kirche die Baufälligkeit der Kapelle angezeigt hatten, die nötigen Reparaturen vornehmen. Als er im Jahr darauf starb, ehe sie vollendet waren, behauptete der Sohn und Nachfolger, Mori müsse gleichfalls einen Beitrag leisten, weil es früher mit Stockelsdorf vereinigt gewesen war. Dem widersprach Heinrich Adrian Müller, ließ sich dann jedoch bewegen, freiwillig ein Drittel der Kosten zu tragen.
1790 erließ die Kirche, um die Besitzverhältnisse und Unterhaltsverpflichtungen klarzustellen, eine Aufforderung an die Eigentümer der Kapelle, sich zu melden. Der damalige Besitzer von Stockelsdorf meldete sich nicht, wohl aber ein Mann, welcher behauptete, von der Familie von Calven abzustammen. Er war aber nicht bereit und in der Lage, die auf die Kapelle bisher verwandten Kosten zu ersetzen.
Die Kirche konnte die Kapelle nun als ihr Eigentum ansehen und hat sie dann nach ihren Vorstellungen ausgebaut. Nach dem Ersten Weltkrieg ließ Hauptpastor Wilhelm Jannasch die Kapelle zur Gedenkkapelle für die Kriegstoten der Gemeinde umbauen. Dazu gehörte auch der Einbau von künstlerisch gestalteten Buntglasfenstern von Curt Stoermer. Diese wurden durch die Druckwelle einer Luftmine beim Luftangriff auf Lübeck an Palmarum 1942 völlig zerstört. Heute dient die Kapelle der Aufstellung von Chor und Instrumenten bei Gottesdiensten und Kirchenkonzerten.

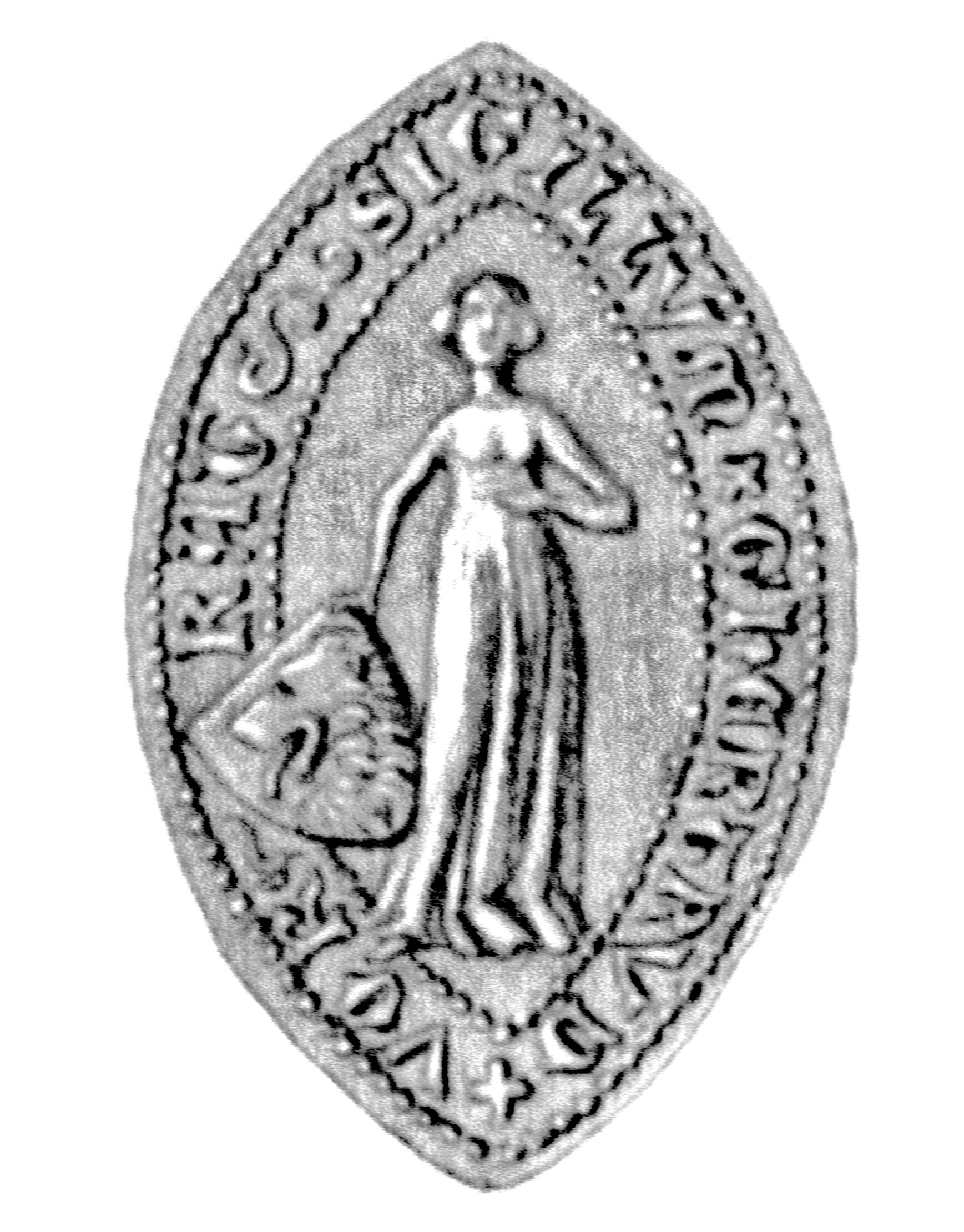
Siegel (um 1398) der Gese Vorraden († 1416)

## Scharbau-Kapelle
Heinrich Scharbau: An der Nordseite der Aegidienkirche befindet sich sein Grab in der 1760 errichteten Scharbau-Kapelle, als Bauplatz erworben am 8. Februar 1759 von der Witwe zwei Tage nach seinem Tod für 450 Mark Lübisch zuzüglich eines Legats von weiteren 1.000 Mark Lübisch für den Unterhalt. Sie befindet sich am Ende des vierten Jochs rechtwinklig zur Außenkante des nördlichen Seitenschiffes beim nördlichen Wendelstein.

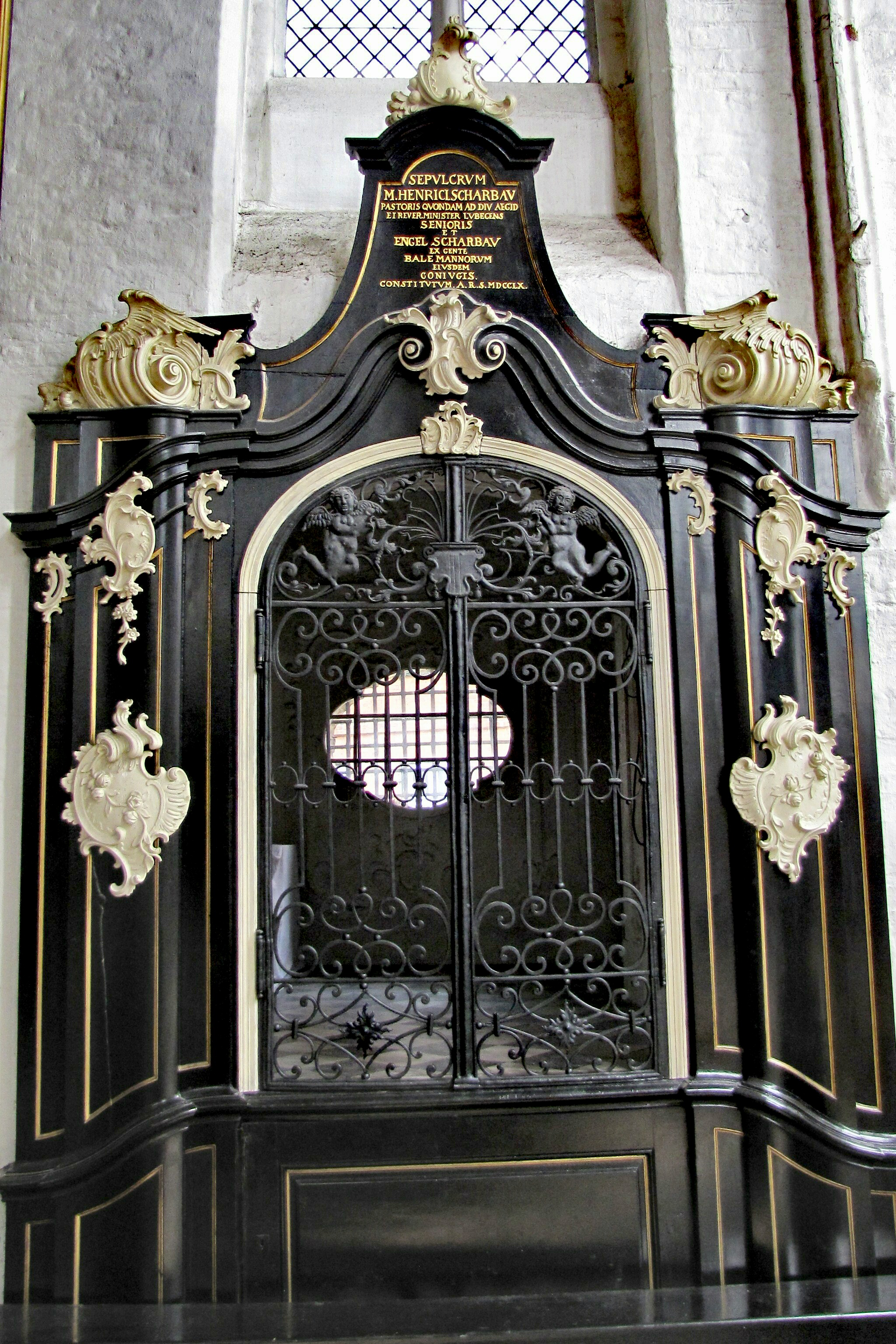
Scharbau-Kapelle

## Darsow-Kapelle
Die Darsow-Kapelle wurde von den Ratsherren Hermann von Wickede und Johann Hertze mit ihren Ehefrauen für deren Vater, den Ratsherrn Bernhard Darsow († 1479) gekauft. Ab 1609 bis ins 18. Jahrhundert hieß sie auch Lunte-Kapelle nach dem hier bestatteten Bürgermeister Gottschalck Lunte, einem Schwiegersohn Hermann von Wickedes. Auch Franz von Stiten als Schwiegersohn Luntes ist hier bestattet. Wickedes Tochter Elisabeth verursachte 1533 nach dem Tod ihres ersten Mannes, des von Jürgen Wullenwever zum Bürgermeister ernannten Stadthauptmanns Gottschalck Lunte, durch ihre Hochzeit mit dem Feldherrn Marx Meyer einen Skandal.

## Woltersen-Kapelle
Die später so benannte Woltersen-Kapelle ist wohl die älteste der Kapellen und muss aufgrund der Baubefunde zunächst allein bestanden haben. 1392 wird für ihren Altar bereits eine Vikarie gestiftet. Eines der namengebenden Familienmitglieder war der Ratsherr und Vorsteher der Kirche Cordt Wolters († 1591).

## Marientiden- oder Ahlefeldt-Kapelle
Für eine Kapelle für die Marientiden, die in den anderen Lübecker Kirchen schon länger in eigenen Kapelle, meist hinter dem Hochaltar abgehalten wurden, wurde zwischen 1506 und 1515 verschiedene Stiftungen gemacht. 1515 wurde die Kapelle durch Bischof Johannes VIII. Grimholt geweiht. Anlässlich dieser Weihe machten Bürgermeister Hermann Meyer und Ratsherr Johann Nyestadt eine Stiftung. Nach der Reformation wurde sie als Geräteraum der Sargträger zweckentfremdet. 1717 Kauf durch Wulf Christian von Ahlefeldt († 1722) auf Perdoel (Belau).
Neben Friedrich Wilhelm von Holstein (1703–1767) mit seiner Gemahlin Margrethe Hedwig, geb. von Ahlefeldt (1717–1781, Wulf von Ahlefeldts jüngste Tochter), sind hier ihr Sohn Christian Friedrich († 1771), sowie die ältere Tochter Wulf v. Ahlefldts, Ottilia Elisabeth von Ahlefeldt, Äbtissin des Klosters Itzehoe, bestattet.

## Holstein-Kapelle
1742 durch Carl von Holstein erworben, zunächst für seine 1741 verstorbene Frau Benedicta Christiana, geb. von Ahlefeldt. Auch er selbst und seine zweite Frau Dorothea, geb. von Ahlefeldt, sind hier in Marmorsärgen bestattet.

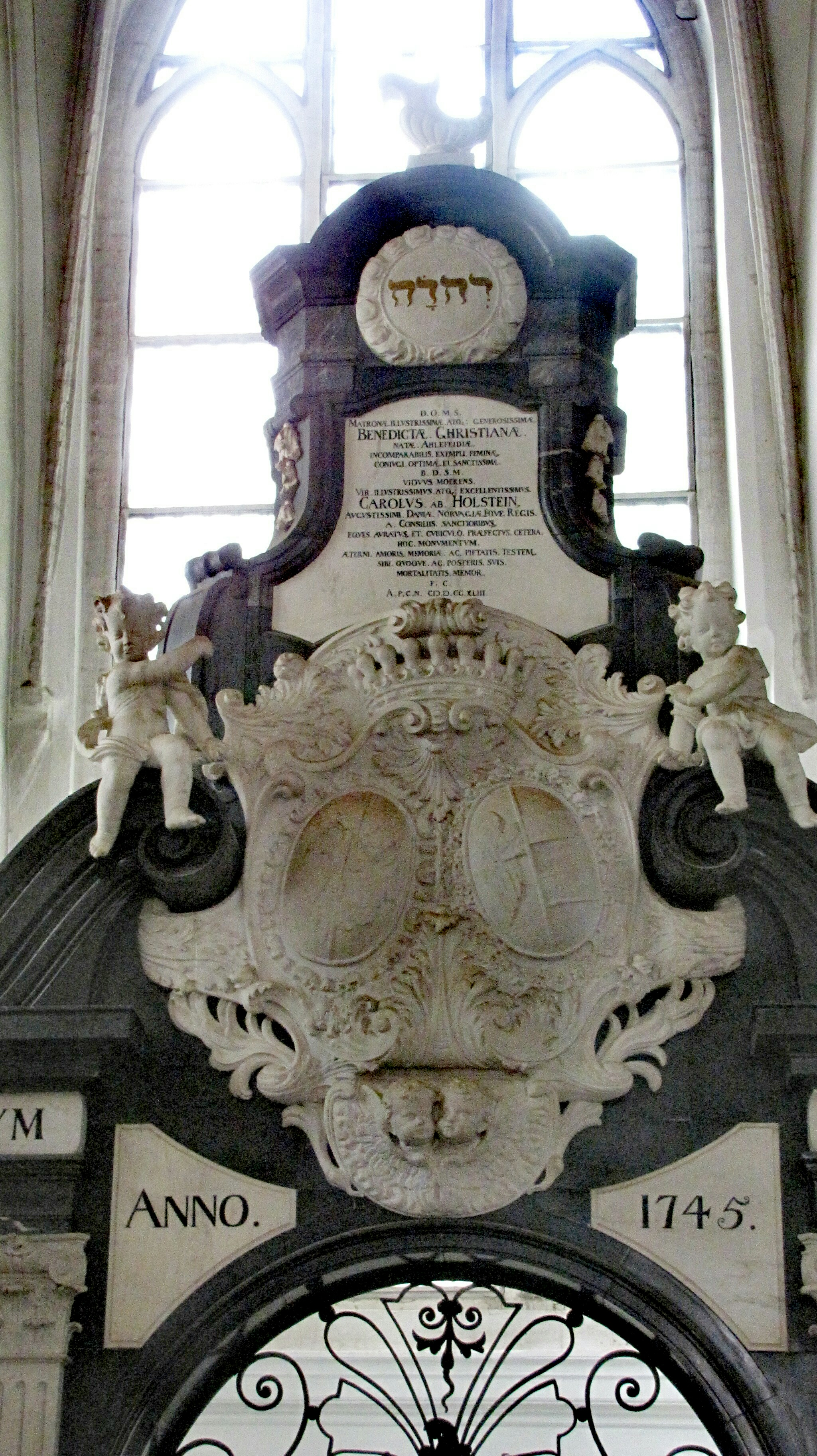